# Экономические показатели
Экономические показатели (англ. economic indicator) — величины или количественные характеристики экономических явлений и процессов.

## Определение
Согласно БРЭ экономические показатели — это количественные характеристики явлений и процессов в экономике. Для оценки сложных экономических явлений и процессов используют систему экономических показателей.

## Система экономических показателей
Система экономических показателей состоит из:
- стоимостных и натуральных показателей;
- количественных и качественных показателей;
- объёмных и удельных показателей.

## Макроэкономические показатели
Важнейшими маркоэкономическими показателями являются те показатели, которые оказывают существенное влияние на развитие экономики либо существенное влияние которых на развитие экономики предполагается участниками рынка. Значимость ключевых экономических показателей особенно ощутимо при их публикации, что оказывает заметное непосредственное влияние на национальные или международные рынки ценных бумаг и облигаций, когда они отклоняются от ожиданий участников рынка. Эти ожидания заранее публикуются экономическими институтами, отделами экономических исследований в крупных банках и крупными коммерческими журналами.

### Показатели объёма
Показатели объёма предоставляют информацию о количественном развитии эталонного объекта.
Примеры:
- Безработица
- Количество новых заказов
- Объём промышленного производства

### Индексы цен
Индексы цен предоставляют информацию об уровне цен на товары или темпы их изменения.
Примеры:
- Курс акций
- Курс облигаций
- Индекс цен на недвижимость[англ.]
- Инфляция (темп роста)
- Стоимость жизни
  - Согласованные индексы потребительских цен[англ.]
  - Индекс потребительских цен
- Цены на продовольственные товарыl
  - Индекс цен на продовольственные товары ФАО[англ.]
- Цены на сырье
  - Цены на золото
  - Цены на нефть
  - Цена на палладий[нем.]
  - Цены на платину[нем.]
  - Цены на серебро[нем.]
- Валютный курс
  - Индекс евро
  - Индекс доллара

### Опережающие индикаторы
Опережающие индикаторы предоставляют информацию о будущем развитии экономической ситуации.
Примеры:
- Фондовый индекс
  - Список индексов фондового рынка[англ.]
- Количество новых заказов
- Количество разрешений на строительство
- Отношение объёма заказов к объёму продаж/поставок[англ.]
- Индекс деловой активности
- Объёмы розничной торговли
- Объёмы роста денежной массы
- Индексы делового климата
  - Индекс делового климата Ифо[англ.]
  - Индекс доступности жилья[англ.]  (Прогнозы строительных компаний США)
- Предупреждение о прибыли[англ.]
- Инвестиционные намерения
- Индекс потребительской уверенности
  - Индекс ожиданий потребителей университета Мичигана[англ.]
- Объёмы запасов товарно-материальных средств на складах
  - Инвестиции в товарно-материальные запасы[англ.]
- Индексы деловой активности в логистике
  - Baltic Dry Index (стоимость перевозок сухого груза морским путем)
  - Dow Jones Transportation Average[англ.] (транспортные компании США)
- Индекс цен на сырьевые товары[англ.]
  - Индекс сырьевых товаров компании Refinitiv[англ.]
  - Индекс сырьевых товаров Bloomberg[англ.]
  - Международный индекс сырьевых товаров Роджерса[англ.]
  - S&P GSCI[англ.]
  - Индекс CRB[англ.]
- Индекс процентных ставок[англ.]
- Спред процентных ставок (англ. Interest rate spread)

### Совпадающие индикаторы
Совпадающие индикаторы показывают текущее состояние экономического развития. 
Примеры:
- Объемы текущего потребления
- Валовой внутренний продукт – ВВП (месячный) и/или валовой национальный доход
- Индекс человеческого развития (англ. Human Development Index, HDI
- Объём промышленного производства
  - Индекс промышленного производства
- Загрузка производственных мощностей[англ.]
- Временная неполная занятость
- Количество вакансий[нем.]
- Цены
- Норма сбережения[англ.]
- Уровень процентных доходов

### Запаздывающие индикаторы
Запаздывающие индикаторы показывают, как проходило развитие экономики в прошлом.
Примеры:
- Безработица
- Занятость в отдельной отрасли
- Валовой внутренний продукт – ВВП (годовой) и/или валовой национальный доход
- Уровень инфляции
- Количество банкротств
- Изменение уровня заработной платы
- Изменение уровня цен[англ.]*
- Налоговые доходы бюджета[англ.]
- Изменение уровня процентных ставок[нем.]

Классификация некоторых индикаторов иногда затруднительна, как видно из валового внутреннего продукта (который относится к разным группам в зависимости от рассматриваемого периода).

## Квалиметрический подход
Обобщение количественных характеристик экономических явлений и процессов осуществляется с помощью квалиметрических методов: измерения, учёта, оценки, аналитического приравнивания, аналоговых построений.
Порядок расчёта экономических показателей определяется соответствующими в данной сфере законодательными и правовыми актами, правилами, стандартами, методическими рекомендациями и руководствами.

## Типы экономических показателей
Экономические показатели применяются в следующих областях:
- в бухгалтерском учёте количественные характеристики (актива, обязательства, капитала, дохода и прочие) определяются с помощью счётных и балансовых обобщений;
- в статистике индикаторы и показатели (ВВП, национальный доход, рыночная капитализация, дефлятор ВВП) определяются в абсолютных величинах (натуральных, трудовых, денежных единицах) и в относительных величинах;
- в планировании целевые, плановые, сметные, проектные, ожидаемые, предписываемые оценки определяются в стоимостных измерителях (стоимость компании, сумма дивидендов) и немонетарных показателях (доходность к погашению, внутренняя норма доходности и другие);
- при многомерных измерениях используют конструктивные экономические показатели (инвестиционный рейтинг, кредитный рейтинг, индекс цен, ренкинг).

## Роль случайностей
По мнению американского экономиста Нассима Талеба,  аналитики часто не учитывают особенности случайностей, которые характерны для многих экономических показателей. Случайности социально-экономической природы менее упорядочены и хуже поддаются отслеживанию, чем те, что описаны в учебниках по статистике. К таким случайностям Талеб относит явления типа «победитель получает все». Так около половины всей рыночной капитализации приходится на 0,25% компаний, котирующихся на мировых биржах; примерно половина всех книжных продаж приходится на долю менее 0,2% издаваемых книг; более половины продаж фармацевтической промышленности дают менее 0,1% лекарств и более половины убытков промышленности являются результатом менее 0,1% рискованных событий.